# Casa de Kinsky
Kinsky (antiguamente Vchynští, en checo; en checo moderno Kinští; en alemán: Kinsky von Wchinitz und Tettau) es el nombre de una prominente familia noble centroeuropea originaria de Bohemia (actual República Checa). Durante la Guerra de los treinta años, la familia Kinsky ascendió desde la pequeña nobleza al Condado (1628), hasta llegar al rango de príncipes (1747) bajo el reinado de los Habsburgos. La familia figura en el Gotha como una de las más ilustres de Austria-Hungría.

## Historia
Según una romántica leyenda medieval, la historia de los Kinsky comenzó en Bohemia hace más de mil años, cuando la bella hija de un rey salió a cazar en el bosque y fue atacada por una manada de lobos. Sus acompañantes huyeron del terrible escenario excepto un joven que salvó a la princesa matando a algunos lobos y ahuyentando a los demás. En gratitud, el padre de la muchacha ennobleció al joven, concediéndole un escudo de armas con tres dientes de lobo como emblema de su valentía.
La primera mención a un antepasado de este clan se remonta a 1237, durante el reinado del rey Wenceslao I de Bohemia de la Dinastía Přemyslid. Durante los tres siglos siguientes fueron nobles menores afincados en el noroeste de Bohemia, alrededor de la villa de Vchynice ceca de Litoměřice. Las propiedades Vchynice fueron confirmadas por el emperador Rodolfo II, de la Casa de Habsburgo, en 1596. En 1611 uno de sus miembros, Radslav Vchynský, fue ennoblecido como Señor (en checo: pán) y admitido como miembro de la Dieta de Bohemia (zemský sněm).
La prominencia de la familia comenzó en la turbulenta época de las guerras de religión, el conflicto entre los católicos y protestantes que llevó al desastre a Bohemia en la Guerra de los treinta años: El sobrino de Radslav, el oficial real Vilém Kinský, tomó parte a favor de la revuelta protestante contra el emperador Fernando II, que culminó en la Defenestración de Praga (1618). Vilém estuvo entre los nobles que infructuosamente ofrecieron la corona de Bohemia al elector de la Casa de Wettin, Juan Jorge I de Sajonia. Después de la batalla de la Montaña Blanca (1620), la mayoría de la aristocracia protestante local fue desterrada y sus posesiones expropiadas en favor de la nobleza católica, pero Kinsky conservó sus posesiones y en 1628 fue elevado a la categoría de conde (Graf). Por su matrimonio con Alžběta (Isabel), fue cuñado del generalísimo imperial Albrecht von Wallenstein, con quien murió asesinado en Cheb (1634). 
Una rama de la familia fue elevada al rango de Príncipes del Sacro Imperio Romano Germánico por la Emperatriz María Teresa (1747). Otros miembros de la familia sirvieron en importantes cargos diplomáticos o militares de la Monarquía de los Habsburgo y, posteriormente, en el Imperio austríaco.
Después de la Segunda Guerra Mundial, las propiedades de la rama principesca (Choceň) de la familia fueron confiscadas por los decretos de Beneš, porque se acusaba al fallecido Príncipe Ulrico, décimo Príncipe Kinsky de Wchinitz und Tettau (1893-1938), de tener la nacionalidad alemana y haber colaborado con el Partido Alemán de los Sudetes. Las propiedades de las otras ramas, Kostelec nad Orlicí y Chlumec nad Cidlinou, que habían sido confiscadas por los nazis durante la ocupación alemana de Checoslovaquia, fueron devueltas después de 1945, pero confiscadas de nuevo en 1948, esta vez por el Partido Comunista de Checoslovaquia. Después de la Revolución de Terciopelo y la caída del Comunismo, varias posesiones —por ejemplo, el castillo de Karlova Koruna y el Castillo de Kost— fueron devueltas a la familia.
En 2003, el miembro mayor de la rama principesca, hijo del Príncipe Ulrico, Francisco Ulrico, 11.º príncipe Kinsky de Wchinitz y Tettau, demandó a la República Checa para que devolviera las propiedades confiscadas en 1945 en virtud de los decretos de Beneš solo porque, según él, la confiscación tachó implícitamente a su familia de históricos traidores a Checoslovaquia y de colaboradores durante la ocupación nazi. La familia Kinsky ha negado tales acusaciones, argumentando que el príncipe Francisco Ulrico tenía solo dos años de edad en el momento de la muerte de su padre, y que él y su madre, la princesa Kinsky (Baronesa Matilde von dem Bussche Haddenhausen) —cuya familia era contraria a Adolf Hitler— había abandonado el país ocupado para exiliarse, poco después, a Argentina.
Según una sentencia dictada en 2005 por el Tribunal Constitucional de la República Checa, las expropiaciones promulgadas antes del golpe comunista de 1948 fueron válidas. El príncipe Francisco Ulrico murió en 2009 en Buenos Aires después de una breve enfermedad. Le sobrevivió su viuda, la condesa Lena Hutten-Czapska. Heredó el título, las propiedades y las demandas pendientes contra el Estado checo, su hijo Carlos, 12.º príncipe Kinsky de Wchinitz y Tettau.

## Miembros notables

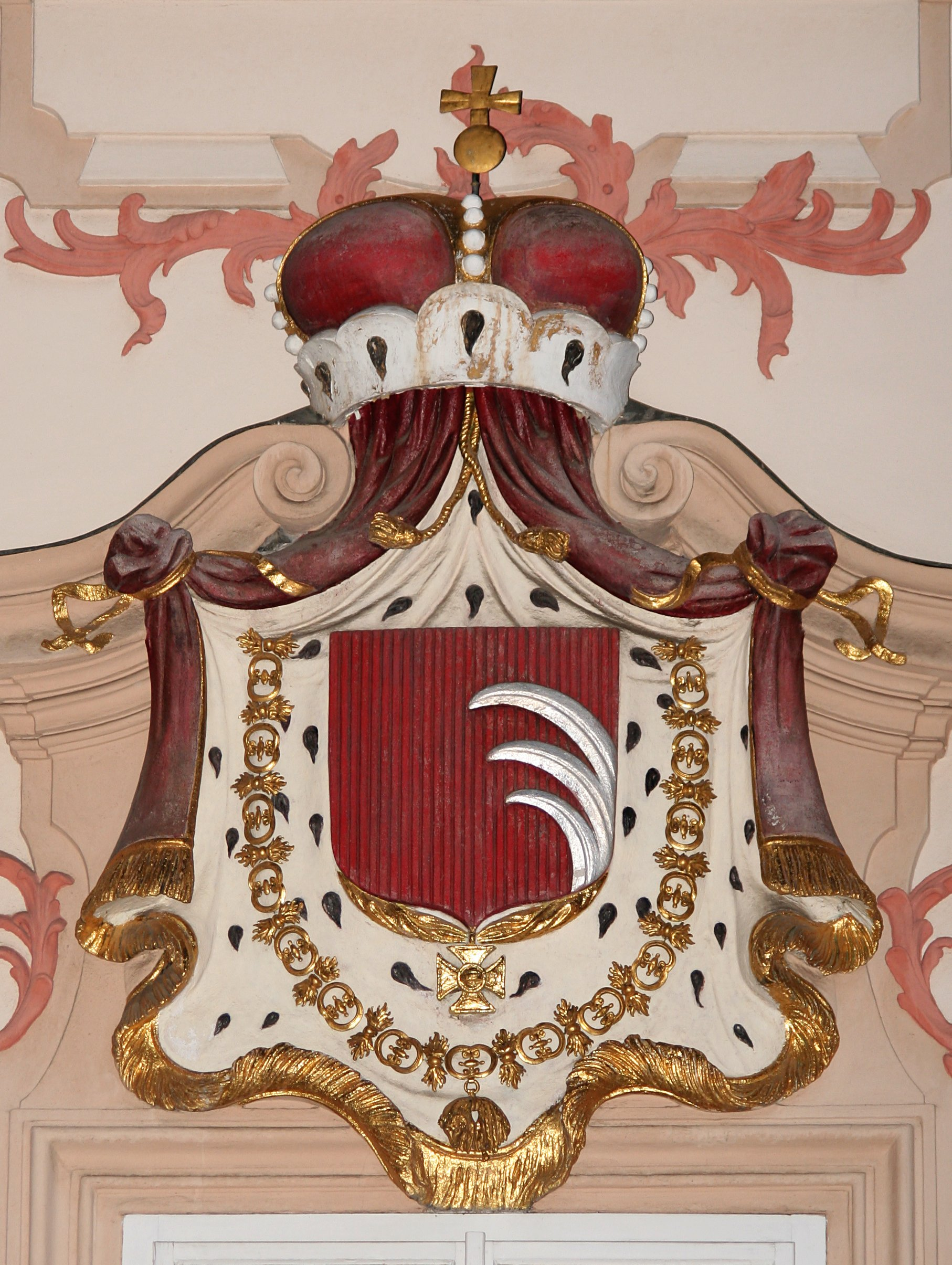
Escudo de la familia Kinsky que está en el Palacio Kinsky de la Ciudad Vieja de Praga

## Residencias
Al igual que muchas de las familias aristocráticas de la monarquía de los Habsburgo, los Kinskys eran grandes terratenientes y mecenas de las artes. Contrataron, entre 1713 y 1716, al célebre arquitecto Johann Lukas von Hildebrandt para construir su residencia, el Palacio Kinsky, en Viena, del que fueron propietarios hasta 1987. Además de esta casa, desde el siglo XVIII la familia también poseía el barroco Palacio de Kinsky de la Ciudad Vieja de Praga. Otra mansión familiar fue el castillo Choceň, una fortaleza medieval bohemia que en el siglo XIX fue reformada en estilo neogótico. Todas estas casas estaban llenas de tesoros y artilugios. La familia perdió la mayor parte de sus propiedades en 1945 confiscadas por el régimen comunista de Checoslovaquia, pero después de 1990, el Castillo de Karlova Koruna y el Castillo de Kost fueron restituidos a la familia. Los Kinskys también son los dueños por herencia del castillo de Heidenreichstein, en la Baja Austria.

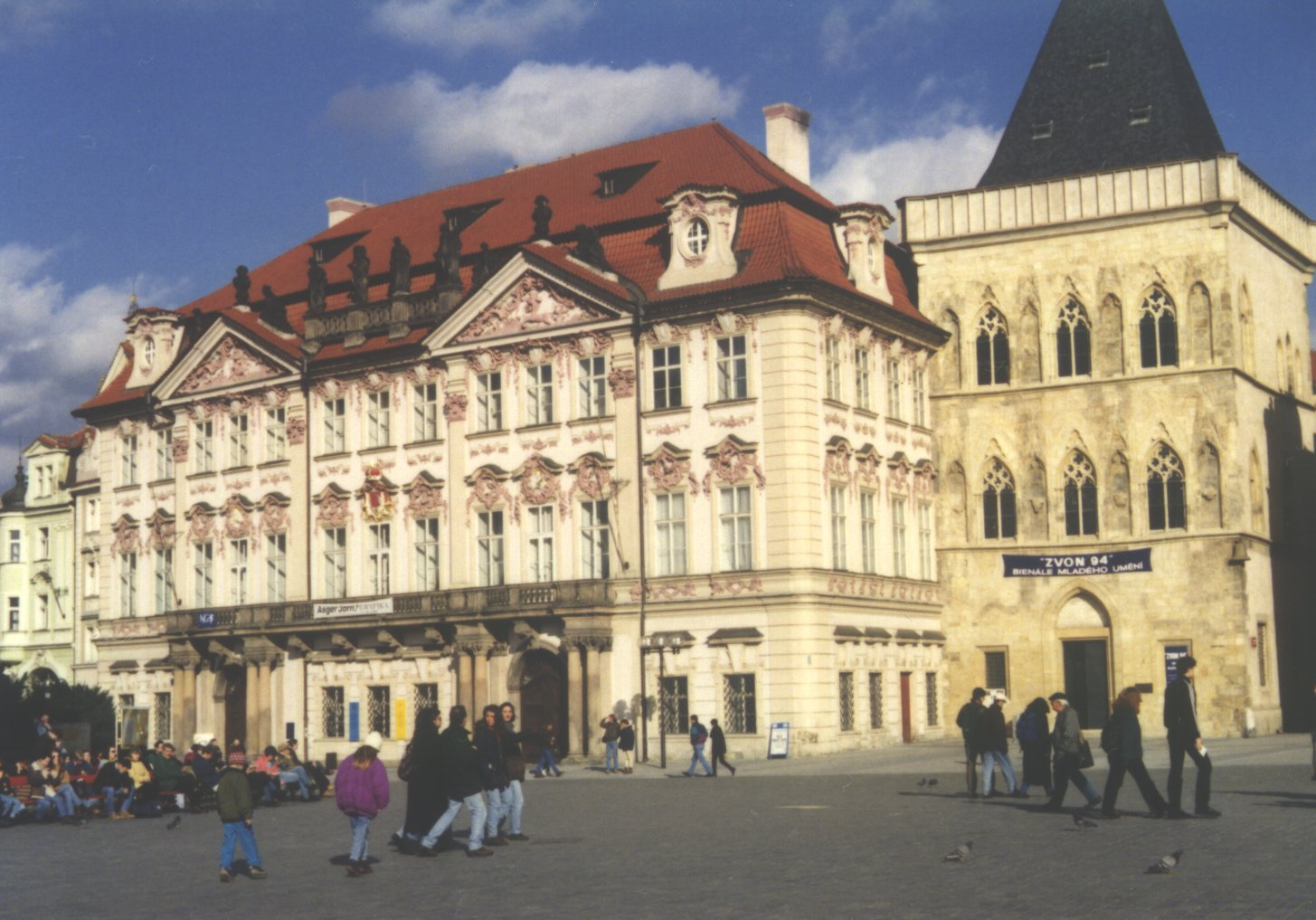
Palacio Kinsky (Praga)
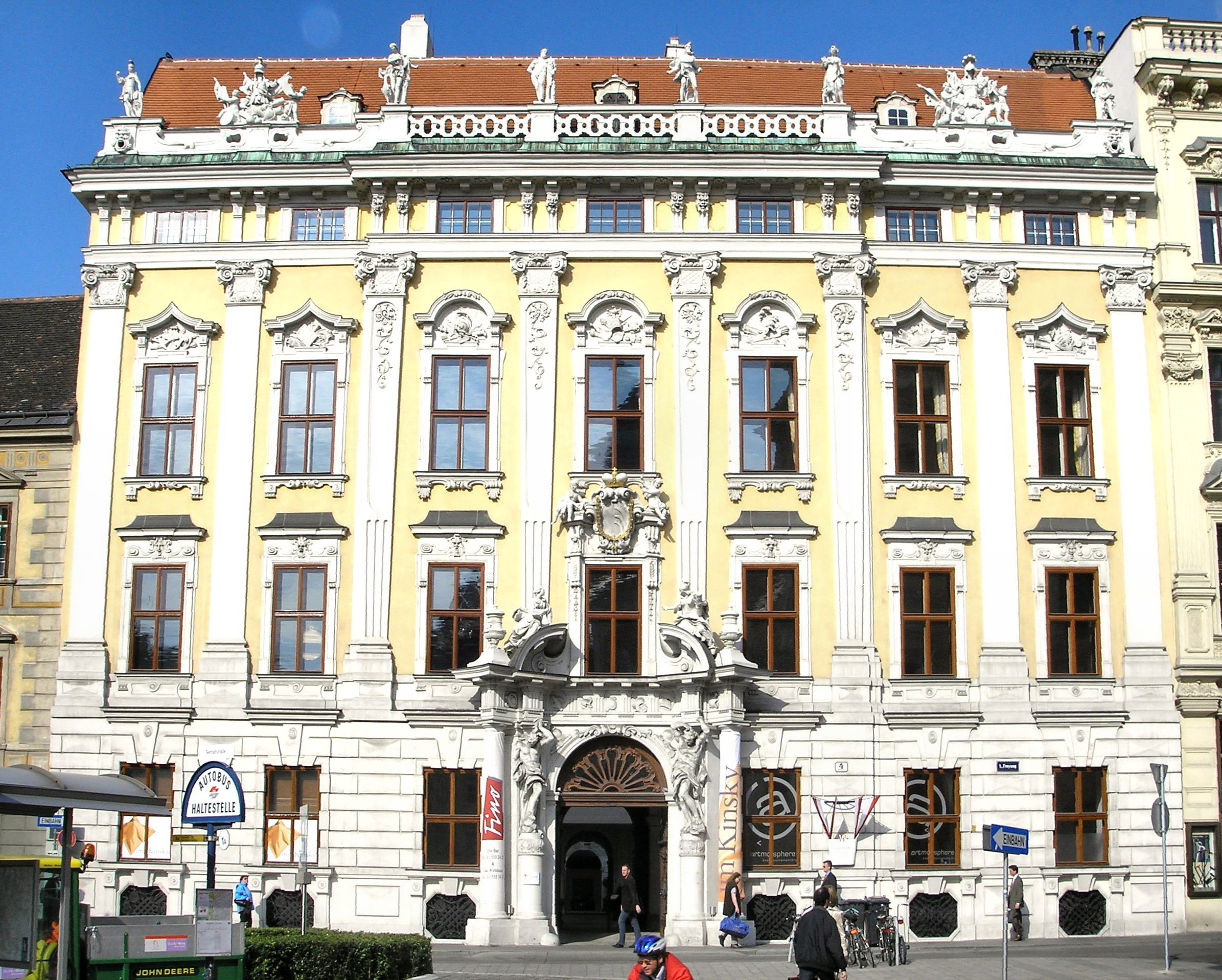
Palacio Kinsky (Viena)
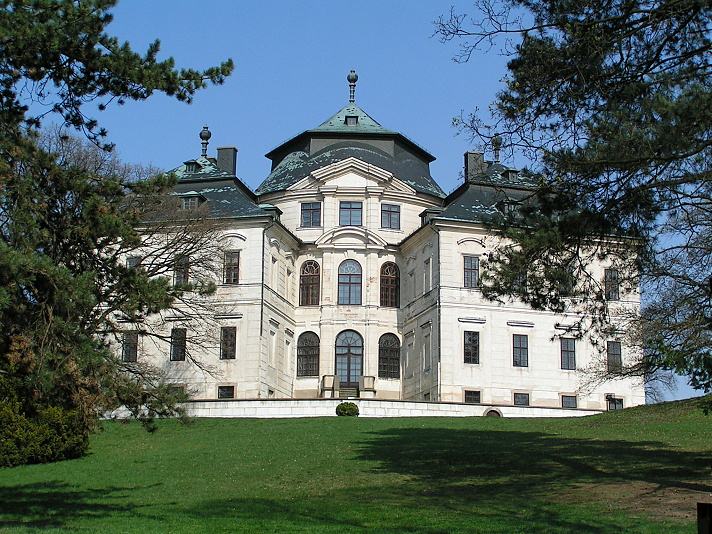
Karlova Koruna, Bohemia
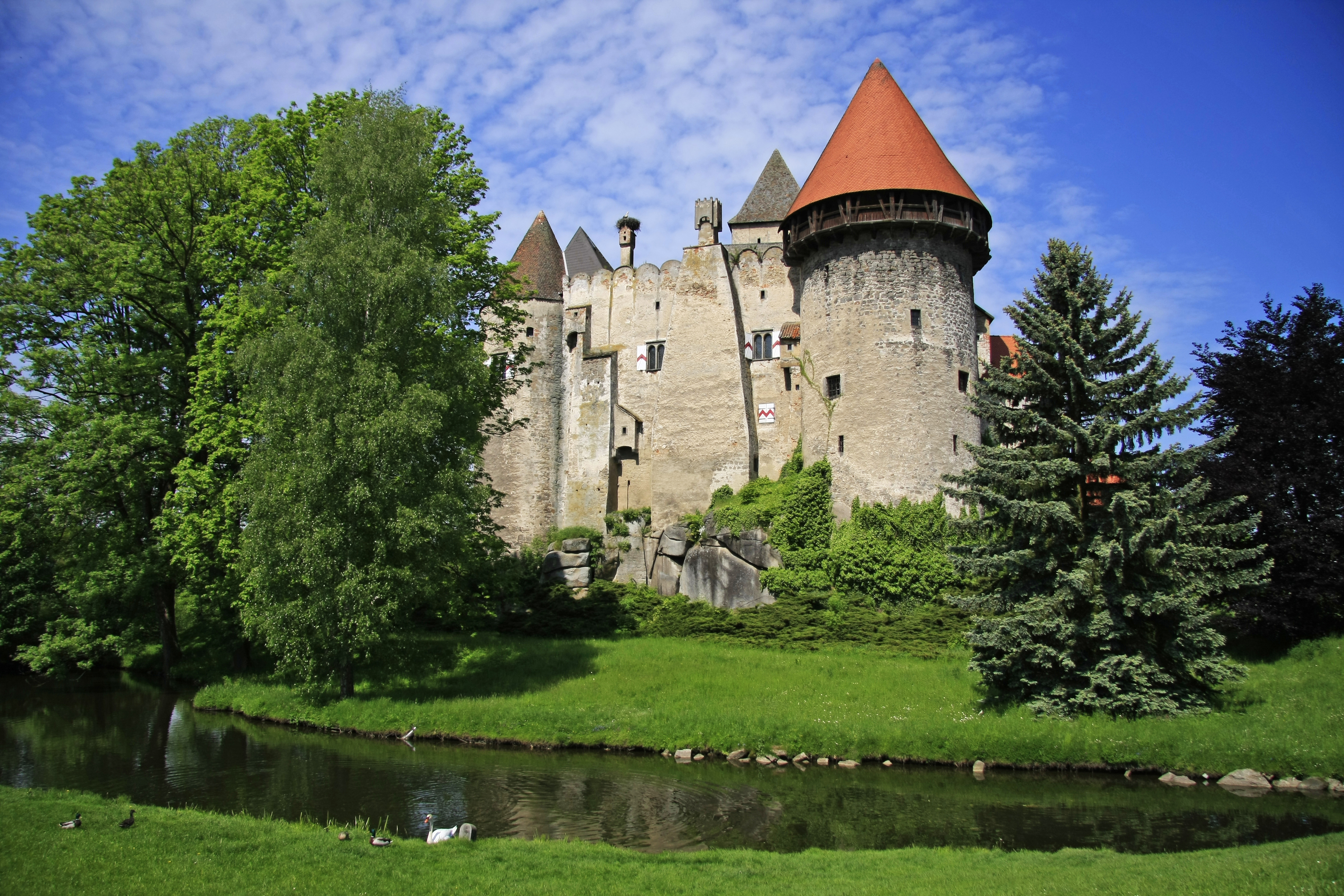
Burg Heidenreichstein, Baja Austria

## Mecenas de Beethoven
Como mecenas de las artes, junto con el Archiduque Rudolf y el Príncipe Josef Lobkovic, Fernando, el Príncipe Kinsky de Wchinitz und Tettau contribuyó con 1.800 de los 4.000 florines al año que recibía Ludwig van Beethoven. Esta parte sería para una pensión hasta la muerte de Beethoven, acaecida en marzo de 1827.

## Caballerías
En 1723, el Emperador Carlos VI ordenó a la familia Kinsky la cría de caballos de calidad para proveer a la élite militar imperial. En 1776, la calidad fue mejorada con cruces procedentes de Inglaterra. 
En 1838, el Conde Oktavian Kinsky mejoró todavía más las cuadras Kinsky, famosas en toda Europa por su gran calidad, hasta el punto de dar nombre al Caballo Kinsky.